# Ferdinand Oliver Porsche
Ferdinand Oliver Porsche (Stuttgart, Németország 1961. március 13. –) német jogász, a Porsche AG a Volkswagen AG, az Audi AG és a Voith Paper AG felügyelőbizottságának tagja, a Familie Porsche AG Beteiligungsgesellschaft vezetőségi tagja, Ferdinand Alexander Porsche fia,  Ferdinand Porsche dédunokája. 1981 és 1986 között párizsi, londoni és salzburgi egyetemeken tanult jogtudományokat, publicisztikát és politológiát, 1987-ben doktorált. 1995 óta nős, az ausztriai Zell am Seeben él családjával.

## Fordítás
- Ez a szócikk részben vagy egészben  a   Ferdinand Oliver Porsche című angol Wikipédia-szócikk ezen változatának fordításán alapul.  Az eredeti cikk szerkesztőit annak laptörténete sorolja fel. Ez a jelzés csupán a megfogalmazás eredetét és a szerzői jogokat jelzi, nem szolgál a cikkben szereplő információk forrásmegjelöléseként.